# Akbar Yerevanli
Akbar Yerevanli (nom complet en azéri : Əkbər Yunis oğlu Süleymanov; né le 17 juin 1921 à Erevan, district d'Erevan, RSS d'Arménie et mort le 28 août 1982 à Erevan, RSS d'Arménie, URSS) est un critique littéraire, pédagogue, prosateur, dramaturge, guide (1956).

## Biographie
Akbar Yunis oghlu Suleymanov est diplômé du lycée. En 1943-1948 il étudie au département oriental de la faculté de philologie de l'Université d'État d'Erevan Il commence sa carrière en 1938 à la rédaction du journal "communiste" (depuis 1939 Arménie soviétique) publié en langue azerbaïdjanaise à Erevan, travaille comme ouvrier littéraire, secrétaire, traducteur, enseignant à Aghbaba, Basarkecher. En 1951, il entre aux études supérieures de l'Institut de littérature nommé d'après A M. Abeghyan de l’Académie des Siences de la RSS d'Arménie et, en 1954, il soutient la thèse de son candidat sur le thème "Sur l'histoire des relations littéraires azerbaïdjanaises-arméniennes". De 1950 à 1965, il est professeur de littérature azerbaïdjanaise à l'Université d'État d'Erevan et, à partir de 1956, il travaille comme chef du département de langue et littérature azerbaïdjanaises à l'Université pédagogique d’État d’Arménie. Il travaille comme chef de la branche azerbaïdjanaise de l'Union des écrivains de la RSS d'Arménie (1964–1982).

## Activité littéraire
Il mène des recherches cohérentes dans le domaine des relations littéraires mutuelles entre l'Arménie et l'Azerbaïdjan et traduit les œuvres d'un certain nombre d'écrivains arméniens en azerbaïdjanais. Ses livres sont publiés en langue arménienne: Revue de l'amitié entre les peuples arménien et azerbaïdjanais dans la littérature(1955), Djalil Mammadguluzade et le peuple arménien (1966), Nasimi (1973), Khatabalamagazine hebdomadaire sur l'Azerbaïdjan  (1974).
La thèse de doctorat d'Akbar Erevanli sur Les relations littéraires azéro-arméniennes. De l'Antiquité à la fin du XVIIIe siècle est publiée sous la forme d'une monographie de 556 pages à Erevan en 1968 par la maison d'édition Hayastan, mais il ne peut pas la défendre jusqu'à la fin de sa vie. donc, en 1975, il a soutenu sa thèse de doctorat intitulée Relations littéraires arméno-azerbaïdjanaises (créativité folklorique orale, art ashiq et littérature écrite des XI-XVIII siècles)à Bakou.
Les écrits d'Akbar Yerevani Relations de la littérature folkorique arméno-azerbaïdjanaise (1958), M.A.Sabir et le peuple arménien (1962), Hovhannès Toumanian et la littérature azerbaïdjanaise (1974), Avetik Isahakyan et la littérature azerbaïdjanaise sont publiés dans la langue azerbaïdjanaise  à Erevan (1975), ainsi que le livre illustré de 166 pages "Yunis Nuri" écrit avec Sabir Rizayev est publié en 1980 par la Société théâtrale à Erevan,.